# 特里斯·史畢克
泰瑞斯坦·愛德加·史畢克（英語：Tristram Edgar Speaker，1888年4月4日—1958年12月8日），為美國職棒大聯盟的球員，綽號「灰鷹」，被公認是防守方面史上最出色的中外野手之一。生涯打擊率3成45(大聯盟第6)，生涯792支二壘安打為大聯盟紀錄，3514支安打為大聯盟第5。在防守端，史畢克的助殺、雙殺以及獨力雙殺次數皆是外野手第一。他銅牆鐵壁的防守被大家認為是無法讓對手打出三壘安打的。
史畢克1928年宣布退休，1937年他被提名入選名人堂，1999年The Sporting News將史畢克評選為歷史上百大棒球員第27名，而他也被提名至大聯盟世紀明星隊。

## 早年
史畢克在1888年4月4日出生於德州哈伯德，父親叫亞契·史畢克，母親叫南西波爾。他在年輕時曾騎馬時不慎從馬上摔落，不得不迫使他改為左撇子。1905年，史畢克在北要塞工藝機構（今德州衛斯理大學）打了一年大學棒球，據當時報紙說，他踢足球時神經受傷一度到差點截肢的地步。在他開始職業棒球生涯之前，曾在大牧場工作。
1906年，史畢克的天賦受到了當時德州聯盟球隊克利本鐵路人員的老闆多克·羅伯茲（Doak Roberts）的青睞，在以投手的身分輸了很多次球後，史畢克改當外野手，取代當時頭部被觸身球打到需要休息幾天的隊友，該年他的打擊率3成18。
1907年，史畢克在德州聯盟的休士頓水牛表現優異，不過他的母親表示不讓史畢克加入波士頓美國人。然而羅伯茲依然將史畢克賣給了美國人隊。該年他在美國人隊出賽7場，19個打數擊出3支安打。1908年，美國人隊老闆約翰·厄文·泰勒（John. I. Taylor）將隊名改成紅襪。該年他被交易至南方聯盟小岩城旅行者隊，以交換春訓設備。他在旅行者隊繳出3成50的打擊率，紅襪再度重簽他的合約。他在紅襪116個打數，打擊率2成24。

## 大聯盟時期

### 早期

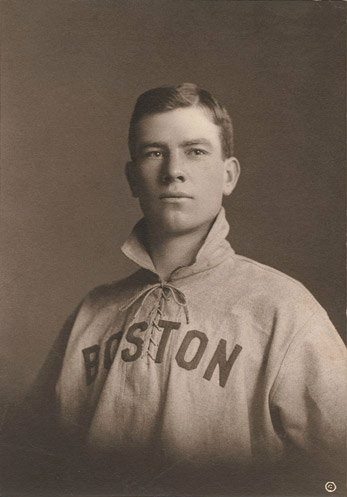
早期的特里斯·史畢克

1909年，在外野手丹尼·蘇利文（Denny Sullivan）被交易至克里夫蘭納普隊，史畢克逐漸成為當家外野手，143場比賽中，他的打擊率3成09，球隊排名第三。防守方面，他策動12次雙殺，在全聯盟的外野手中排行第一；守備率.973為大聯盟第三。1910年，紅襪簽下左外野手達菲·劉易士，他、劉易士以及哈瑞·胡伯組成當時紅襪的「百萬元黃金外野」，為大聯盟史上最厲害的外野三人組。其中又以史畢克最為有名，由於腳程夠快，他的守備位置能夠非常靠近二壘，有時還被稱作是第五位內野手，然而他還是能夠接到飛往中外野的球。
1912年史畢克打出他的生涯年，單季53支二壘安打及10支全壘打為當時美聯第一，還繳出生涯新高的222支安打、136次得分、580個打數、52次盜壘。其中單季52次盜壘更為紅襪隊史紀錄，直到1973年湯米·哈波以單季54盜壘才打破了這個紀錄。在死球時代，他的打擊率3成83，長打率5成67皆排在大聯盟首位，史畢克的單季三次至少20場以上連續場次安打(30,23,22)至今仍是大聯盟紀錄。他成為大聯盟第一位單季50支二壘安打以及50次盜壘的球員。在芬威球場的首場比賽，史畢克在延長11局跑回致勝分，紅襪以7：6贏球。
1912年紅襪拿下美聯冠軍，領先第二名的華盛頓參議員高達14場勝差，史畢克也帶領紅襪擊敗由約翰·麥克葛勞領軍的紐約巨人，拿下隊史第二冠。他在這次世界大賽繳出打擊率3成，9支安打得4分，最後拿下美聯最有價值球員。
1914年，史畢克打擊率3成38，1915年，打擊率下降至3成22，紅襪在1915年世界大賽打敗了費城運動家，史畢克打出5支安打，包含一支三壘安打，但是沒有任何打點。反倒是當時的二年級生菜鳥貝比魯斯打完整季，投出單季18勝，還打出全隊最高的4支全壘打，表現完全壓過史畢克。

### 交易至印地安人

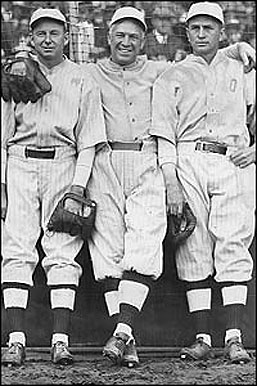
（左至右）達菲·劉易士, 特里斯·史畢克和哈瑞·胡伯，為當時波士頓「百萬元黃金外野」的成員

1915年，紅襪董事長約瑟夫·蘭寧以打擊率下滑為由，要求史畢克的薪水從15000美元降薪至9000美元，但是史畢克拒絕了，並要求最低12000美元，1916年4月8日，蘭寧把史畢克交易至印地安人隊，換來了山姆·瓊斯、弗雷德·湯瑪斯以及5萬美元。1916年，史畢克的安打數、二壘安打數、打擊率、長打率以及上壘率皆領先全大聯盟。泰·柯布連續9年奪得美聯打擊王，他在該年打擊率3成71，但是史畢克以3成86的好表現力壓柯布，拿下1916年美聯打擊王。
印地安人的鄧恩主場最遠有460英尺（1920年縮減為420英尺），史畢克守備範圍依然很淺，還是有辦法在二壘策動了6次雙殺，也能在二壘進行牽制動作，當時他的招牌動作就是在對手短打時，還能從二壘後方跑進內野完成刺殺跑者的動作。
在克里夫蘭的這段期間，史畢克在1918年加入了空軍訓練，他在休賽季也在德州經營牧場跟從事賽馬比賽。

### 球員兼教練時期
從史畢克來到克里夫蘭的那時起，他就已成為總教練李·佛爾的重要助手。史畢克往往會示意佛爾派出他推薦的牛棚投手。然而有一天，佛爾看錯史畢克的暗號，派出了不是史畢克想要的投手出戰，為了避免犯規，史畢克只好姑且讓比賽繼續進行，當晚印地安人輸了比賽，佛爾辭職，史畢克遞補成為印地安人新任總教練。印地安人投手喬治·烏爾表示史畢克對於佛爾離開一事感到相當難過。
史畢克帶領印地安人進軍1920年的世界大賽，當時史畢克在最後一場比賽對決白襪，接殺了喬·傑克森的飛球，把白襪擠下分區第二，史畢克在該年世界大賽第7戰擊出了帶有打點的三壘安打，最後印地安人以3：0擊敗了布魯克林羅賓。1920年印地安人也發生了一件大事，游擊手雷·查普曼在打擊時，被洋基隊投手卡爾·梅斯投出的觸身球擊中頭部死亡，當時查普曼已經考慮打完這個球季就要退休，還答應史畢克要在他退休前一起拿個冠軍。
1921年印地安人保有競爭力，可惜最後輸給紐約洋基四場半勝差，1922年到1925年，印地安人進入重建期，史畢克在1920到1923年球季，單季二壘安打數皆是全聯盟之冠。1921和1922年球季，他的外野守備率也是全聯盟第一。1925年5月17日，史畢克在面對華盛頓參議員時，打出生涯第3000支安打，成為聯盟第5位達此成就者。更是成為繼拿坡崙·拉傑伊之後第二位打出3000安的印地安人球員。
1927年球季，史畢克轉隊至華盛頓參議員隊。1928年則轉到費城運動家。1928年球季結束史畢克宣布退休。其中生涯792支二壘安打，至今仍是大聯盟紀錄。

## 逝世
1958年12月8日，史畢克在希爾郡因心臟病過世，享年70歲。當時他和他朋友捕魚完後，準備將船拖上岸時昏倒。這是他四年內第二次心臟病發作。他被安葬在德州的哈伯德。
史畢克死後，泰·柯布說：「非常難過，在比賽時我從來沒讓他知道我多欣賞他，直到我們成為隊友甚至是退休後才讓他知道我這些想法。」拉傑伊說：「不論是身為一位棒球員還是一位紳士，史畢克是我遇過最棒的夥伴。」前紅襪隊友達菲·路易士說：「不論他多麼厲害，他總是在精進自己的球技，他就是我們外野手的領袖，我和哈瑞胡伯(右外野手)都在觀察他向他學習。」

## 例行賽數據
| 出賽次數 | 打數  | 得分 | 安打 | 二安 | 三安 | 全壘打 | 打點 | 盜壘 | 盜壘失敗 | 保送 | 三振 | 打擊率 | 上壘率 | 長打率 | 整體攻擊指數 | 壘打數 | 犧牲觸擊 | 觸身球 |
| -------- | ----- | ---- | ---- | ---- | ---- | ------ | ---- | ---- | -------- | ---- | ---- | ------ | ------ | ------ | ------------ | ------ | -------- | ------ |
| 2789     | 10195 | 1882 | 3514 | 792  | 222  | 117    | 1529 | 432  | 129      | 1381 | 220  | .345   | .428   | .500   | .928         | 5101   | 309      | 103    |

## 外部連結
- 球員資訊和成績在MLB，ESPN，Baseball-Reference，Fangraphs，The Baseball Cube（英文）
- 特里斯·史畢克在台灣棒球維基館上的頁面（繁體中文）

| 前任： 泰·柯布     | 美國職棒大聯盟最有價值球員獎 1912年 | 繼任： 華特·強森    |
| 前任： 泰·柯布     | 美國聯盟打擊王 1916年               | 繼任： 泰·柯布      |
| 前任： 法蘭克·貝克 | 完全打擊 1912年6月9日               | 繼任： Chief Meyers |